# Paddington Tom Jones
Paddington Tom Jones est un boxeur anglais combattant à mains nues né en 1766 à Paddington, Londres, et mort le 2 août 1833.

## Carrière
Paddington Tom Jones commence sa carrière en 1785 et est notamment connu pour avoir fait match nul contre Caleb Baldwin, en 1791. Il perdit le 12 avril 1799 contre Jem Belcher lors d'un combat de championnat d'Angleterre des poids moyens.

## Distinctions
- Paddington Tom Jones est membre de l’International Boxing Hall of Fame depuis 2010.